# Royal National Theatre

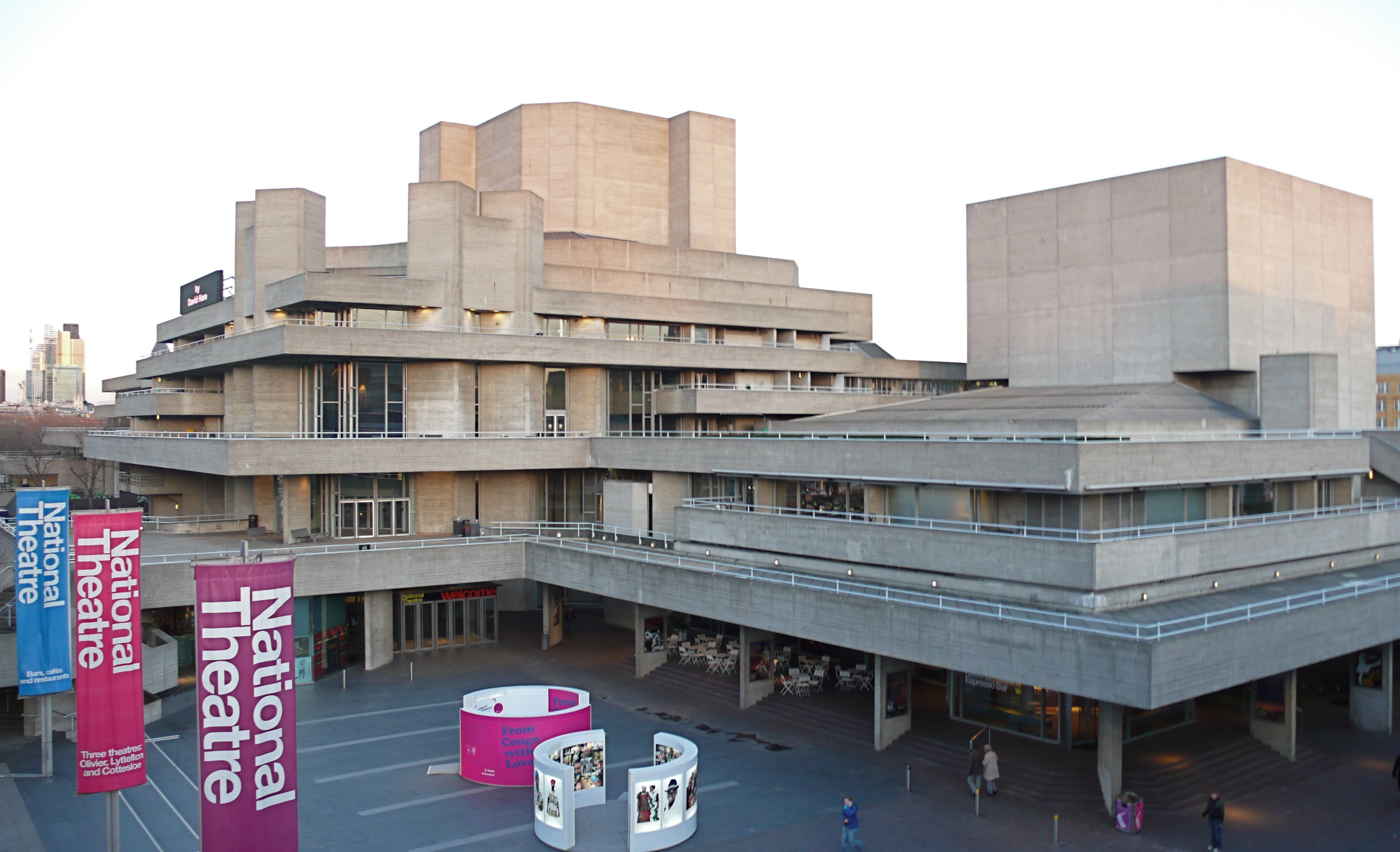
Royal National Theatre.

Royal National Theatre, den brittiska kungliga nationalteatern, vanligen kallad National Theatre (NT) eller National Theatre of Great Britain, är en teater på South Bank i centrala London nära Waterloo Bridge. 

## Verksamhet
Teatern grundades 1963. År 1988 fick den prefixet kunglig. Den flyttade till sina nuvarande lokaler 1976−1977 och förfogar över bland annat tre stora scener. Teatern spelar allt från Shakespeare till samtida moderna pjäser. Den första föreställningen var Hamlet, som hade premiär den 22 oktober 1963.

## Byggnaden
Teaterns byggnad ritades av arkitekten Denys Lasdun och öppnades etappvis 1976 och 1977. Den är en utpräglat brutalistisk betongbyggnad med skulpturala betongformer. Byggnaden har varit mycket omdiskuterad, bland annat har kung Charles III jämfört den med ett kärnkraftverk. Den är kulturminnesmärkt (Grade II* listed building) sedan 1994.

## Bildgalleri

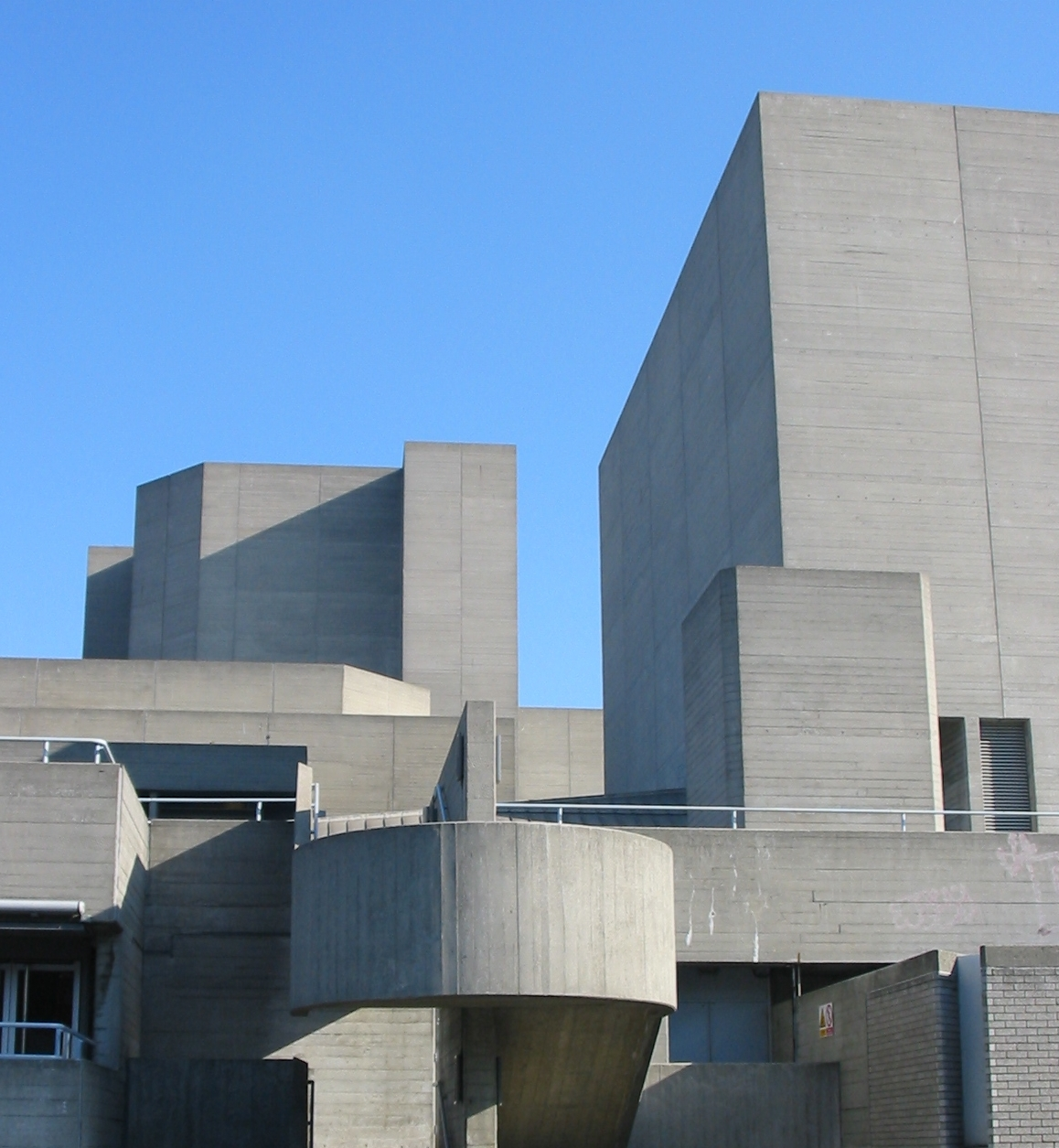
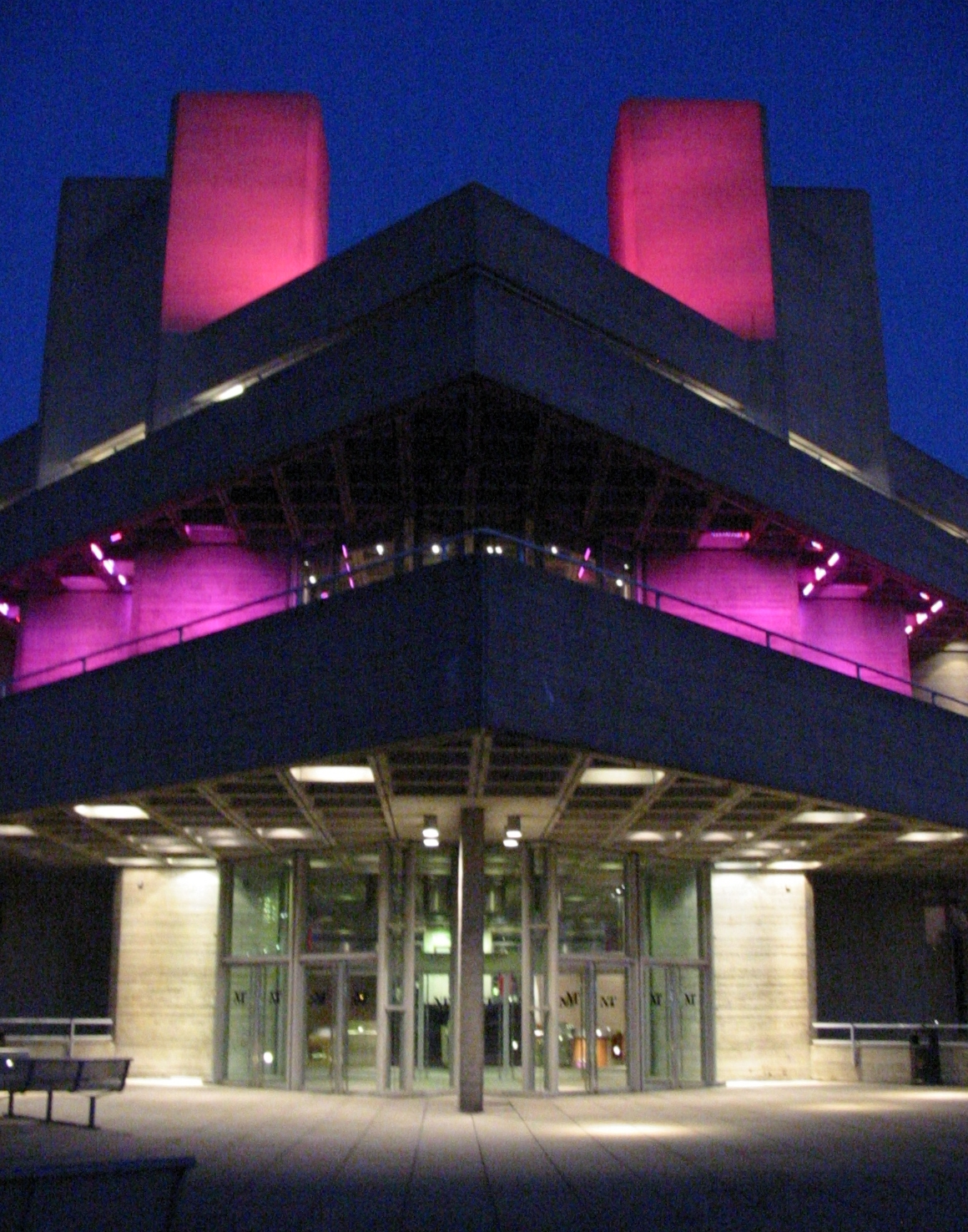
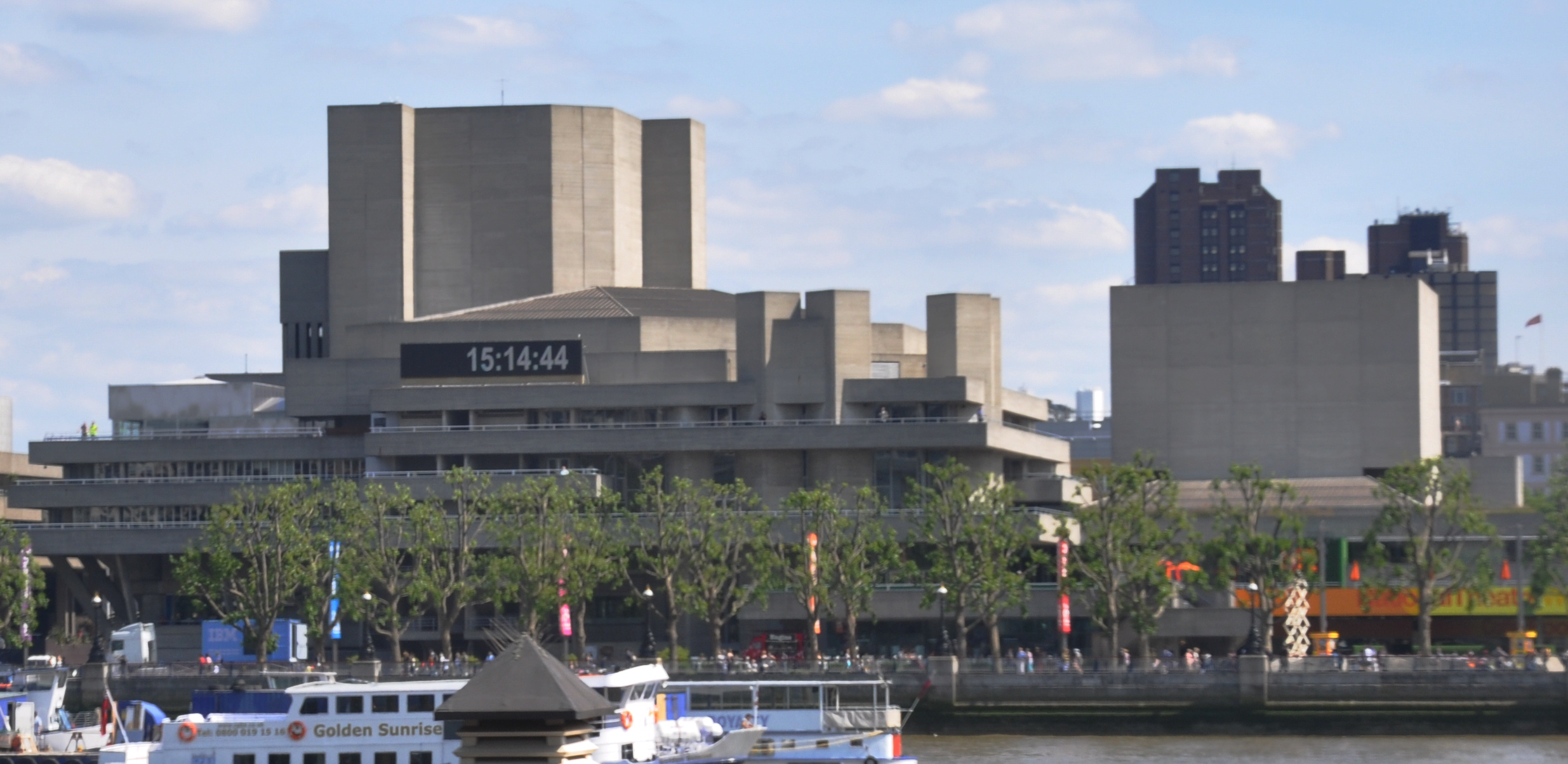
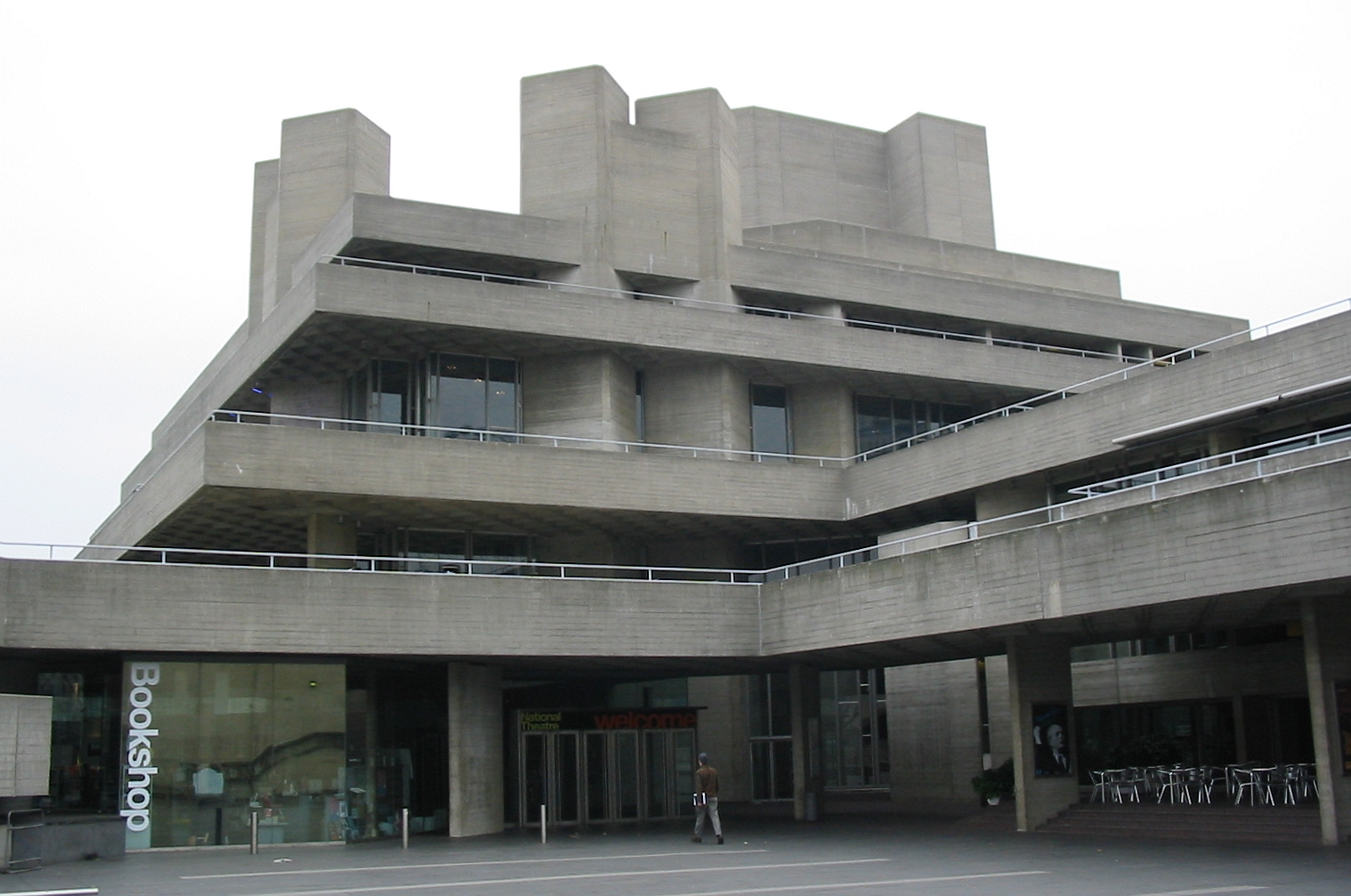